# War Profiteering Is Killing Us All
War Profiteering Is Killing Us All – drugi z albumów The Suicide Machines wydanych w wytwórni SideOneDummy Records, szósty lp w ich historii. Weterani sceny skapunkowej powracają do melodyjnego punk-rocka, przeplatanego rytmami ska, czyli tego, z czego tak naprawdę najlepiej są znani. Płyta ma charakter polityczny; motywem przewodnim jest zaś protest przeciwko amerykańskiej inwazji w Iraku.

## Lista utworów
1. "War Profiteering Is Killing Us All" (1:27)
2. "Capitalist Suicide" (1:40)
3. "Ghost On Sunset Strip" (2:14)
4. "Junk" (1:39)
5. "17% 18-25" (1:20)
6. "Capsule (a.k.a. Requiem For The Stupid Human Race)" (1:36)
7. "All Systems Fail" (1:40)
8. "Red Flag" (2:18)
9. "Nuclear Generators" (1:57)
10. "Bottomed Out" (2:38)
11. "Rebellion Is On The Clearance Rack (And I Think I Like It)" (1:48)
12. "Hands Tied" (1:56)
13. "I Went On Tour For Ten Years And All I Got Was This Lousy T-Shirt" (5:59)
14. "95% Of The World Is Third World" (2:33)

## Wykonali
- Jason Navarro – wokal
- Dan Lukacinsky – gitara, wokal
- Rich Tschirhart – gitara basowa
- Ryan Vanderberghe – perkusja